# Brusnik (Pakrac)
Brusnik je naselje u Republici Hrvatskoj u Požeško-slavonskoj županiji, u sastavu grada Pakraca.

## Zemljopis
Brusnik se nalaze istočno od Pakraca, na sjeverozapadnim obroncima Psunja.

## Povijest
29. je prosinca 1991. blizu Brusnika poginulo je 12 pripadnika 127. brigade HV-a koji su nestali 29. prosinca 1991. godine u akciji oslobađanja tog sela za vrijeme oslobađanja od velikosrpskog okupatora. Nekoliko dana kasnije saznalo se da su svi poginuli i mučki masakrirani. Na tom je mjestu podignuto spomen obilježje.

## Stanovništvo
Prema popisu stanovništva iz 2011. godine Brusnik je imao 19 stanovnika.
| broj stanovnika | 280   | 294   | 305   | 323   | 368   | 362   | 322   | 353   | 251   | 236   | 236   | 166   | 120   | 112   | 29    | 19    | 15    |
|                 | 1857. | 1869. | 1880. | 1890. | 1900. | 1910. | 1921. | 1931. | 1948. | 1953. | 1961. | 1971. | 1981. | 1991. | 2001. | 2011. | 2021. |

## Vanjske poveznice
- Hvidra VPŽ  Arhivirana inačica izvorne stranice od 15. veljače 2021. (Wayback Machine) Spomen obilježje hrvatskim braniteljima poginulim pri oslobađanju Brusnika